# Atalantia citroides
Atalantia citroides är en vinruteväxtart som beskrevs av Jean Baptiste Louis Pierre och Engl. & Prantl. Atalantia citroides ingår i släktet Atalantia och familjen vinruteväxter. Inga underarter finns listade i Catalogue of Life.